# Saffir-Simpson-skalaen
Saffir-Simpson-skalaen (engelsk: the Saffir-Simpson Hurricane Wind Scale) er en nordamerikansk skala til at inddele orkaner baseret på deres middelvindstyrke. Skalaen blev udviklet i 1969 af Herbert Saffir og Bob Simpson.
Almindelige storme er ikke omfattet af skalaen, kun orkaner. Den er inddelt i fem kategorier, hvor kategori 1 er den med lavest vindstyrke. Skalaen bruges primært for orkaner i Sargassohavet, den Mexicanske Golf og i det Caribiske hav. Her dannes mellem juni og december et stort antal mere eller mindre stærke orkaner, hvilket skyldes den varme havflade. Især når havets overflade bliver varmere end +27 C dannes disse meget dybe lavtryk med vindstyrker, der ofte overskrider den internationale grænse mellem storm og orkan. Men også orkaner er af forskellige styrker, og man behøver derfor en præcis kategorisering af disse meget høje vindstyrker.
I Danmark benytter DMI kun betegnelsen "orkan" (uden videre inddeling), men det er et faktum at ikke alle orkaner er "tilfredse" med at standse på den laveste del af Saffir-Simpson-skalaen. Fx måltes vindstyrken ved Sjællands Odde til 53 m/s, eller 103 knob den 28. oktober 2013, se orkanen Allan, hvilket er langt højere end bare en kategori 1 orkan ifølge Saffir-Simpson-skalaen.

## Oversigt
| Type                  | Kategori | Centertryk [hPa] | Vindhastighed [km/t] | Vindhastighed [m/s] | Vindhastighed [knob] |
| --------------------- | -------- | ---------------- | -------------------- | ------------------- | -------------------- |
| Tropisk lavtryk       | TD       | -                | <63                  | <17,5               | (<34)                |
| Tropisk storm         | TS       | -                | 63-118               | 17,5-32,4           | (34-63)              |
| Tropisk orkan         | 1        | >980             | 119-153              | 32,5-42,4           | 64-82                |
| Tropisk orkan         | 2        | 965-980          | 154-177              | 42,5-48,9           | 83-95                |
| Tropisk orkan (major) | 3        | 945-965          | 178-209              | 50,0-57,9           | 96-112               |
| Tropisk orkan (major) | 4        | 920-945          | 210-249              | 58,0-68,9           | 113-136              |
| Tropisk orkan (major) | 5        | <920             | >250                 | >69                 | >137                 |

Med "centertryk" menes lufttryk i orkanens øje. Kategori 3-5 betegnes som "major" eller "(forholdsvis) stor".